# قرار مجلس الأمن التابع للأمم المتحدة رقم 119
إن قرار مجلس الأمن التابع للأمم المتحدة رقم 119، الذي اقترحته الولايات المتحدة في 31 أكتوبر 1956 ، بالنظر إلى الوضع الخطير الناجم عن العمل الذي اتخذ ضد مصر وعدم توافر الإجماع بين أعضائها الدائمين في الاجتماعات السابقة، شعر المجلس بأنه قد منع من ممارسة مسؤوليته عن صون السلم والأمن الدوليين. وكحل لذلك، قرر المجلس الدعوة إلى عقد دورة استثنائية طارئة للجمعية العامة من أجل تقديم التوصيات المناسبة.
وعلى الرغم من أن فرنسا والمملكة المتحدة صوّقتا "ضد"، فإنهما لم يتمكنا من عرقلة دعوة الجمعية العامة لأنها كانت تصويتا إجرائيا، لا يمكن أن يعترض عليه الأعضاء الدائمون.